# Harpacochampsa
Harpacochampsa camfieldensis es un género extinto de crocodiliano del Mioceno hallado en el lagerstatte de la Cañada Bullock del Territorio del Norte. El espécimen consiste de un cráneo parcial y fragmentos de un delgado hocico que recuerda al del falso gavial. Se ha clasificado de manera tentativa dentro de Mekosuchinae, aunque algunos expertos no están de acuerdo con esto, dado que H. camfieldensis podrían ser el único mekosuquino conocido con un hocico largo y delgado. Su hocico alargado demuestra que en vida era un piscívoro.